# كأس التضامن الآسيوي
كأس التضامن الآسيوي (بالإنجليزية: AFC Solidarity Cup)‏ كانت مسابقة كرة قدم دولية للدول الأعضاء في الاتحاد الآسيوي لكرة القدم والتي خرجت من التصفيات القارية في مرحلة مبكرة. تم إنشاء البطولة بعد انتهاء كأس التحدي الآسيوي.

## نبذة عن البطولة
ضمت المسابقة 10 منتخبات وطنية، حيث تم ضمان خوض كل فريق 4 مباريات على الأقل. أقيمت النسخة الأولى في نوفمبر 2016. فيما تم إلغاء النسخة الثانية التي كان من المقرر عقدها في نوفمبر وديسمبر 2020، وذلك بسبب جائحة فيروس كورونا في آسيا.
في 27 نوفمبر 2023 تم إلغاء البطولة من قبل الاتحاد الآسيوي لكرة القدم، لأن نظام التأهل المتجدد لكأس العالم وكأس آسيا صار يتوافق مع الأهداف الأولية لكأس التضامن الآسيوي، حيث أصبح هناك الآن المزيد من الفرص للفرق ذات التصنيف الأدنى للمنافسة في مباريات المستوى الأعلى على مدى فترة زمنية أطول.

## النهائيات
| السنة | المضيف                  | المباراة النهائية       | المباراة النهائية       | المباراة النهائية       | مباراة المركز الثالث    | مباراة المركز الثالث    | مباراة المركز الثالث    | عدد الفرق               |
| السنة | المضيف                  | البطل                   | النتيجة                 | الوصيف                  | المركز الثالث           | النتيجة                 | المركز الرابع           | عدد الفرق               |
| ----- | ----------------------- | ----------------------- | ----------------------- | ----------------------- | ----------------------- | ----------------------- | ----------------------- | ----------------------- |
| 2016  | ماليزيا                 | · نيبال                 | 1–0                     | · ماكاو                 | · لاوس                  | 3–2                     | · بروناي                | 7                       |
| 2020  | ألغيت بسبب جائحة كورونا | ألغيت بسبب جائحة كورونا | ألغيت بسبب جائحة كورونا | ألغيت بسبب جائحة كورونا | ألغيت بسبب جائحة كورونا | ألغيت بسبب جائحة كورونا | ألغيت بسبب جائحة كورونا | ألغيت بسبب جائحة كورونا |

1. ↑  كان من المفترض أن يشارك في كأس التضامن الآسيوي 2016 تسعة فرق. لكن باكستان انسحبت بعد التعادل وانسحبت بنغلاديش بعد خسارتها في الدور الفاصل.[4][5]